# La Portela de Valcarce
La Portela de Valcarce ist ein Ort am Jakobsweg in der Provinz León der Autonomen Gemeinschaft Kastilien-León, administrativ ist es von Vega de Valcarce abhängig.